# イム・ユンチャン
イム・ユンチャン（韓: 임윤찬、英: Yunchan Lim、2004年3月20日 - ）は、韓国のクラシック音楽のピアニスト。

## 略歴
2022年6月、第16回ヴァン・クライバーン国際ピアノコンクールで史上最年少の18歳で優勝し、広く知られるようになった。
韓国の始興市生まれ。7歳の時にピアノを始め、翌年にソウル・アーツ・センターの音楽アカデミーに入学。13歳で韓国芸術英才教育院のオーディションに合格し、教師・指導者のソン・ミンスに師事する。現在はアメリカ・ボストンのニューイングランド音楽院に在学している。
2022年12月、東京・サントリーホールで初来日公演を行った。
2023年10月、デッカ・クラシックスと専属契約を結び、2024年4月にデビュー・アルバム『ショパン：練習曲集』をリリースした。

## 受賞歴
- 2018年：若い音楽家のためのクリーヴランド国際ピアノコンクール - 第2位、ショパン特別賞
- 2018年：トーマス・アンド・エボン・クーパー国際コンクール - 第3位、聴衆賞
- 2019年：イサン・ユン国際コンクール - 優勝
- 2022年：ヴァン・クライバーン国際ピアノコンクール - 優勝、聴衆賞、最優秀新曲演奏賞
- 2023年：フォーブス30アンダー30・アジア版[9]

## ディスコグラフィ

### アルバム
- 『韓国の若き音楽家たち2020 Vol.3～イム・ユンチャン』（2020年、KBS、XAMC2194）
- 『ベートーヴェン：ピアノ協奏曲第5番《皇帝》他』（2022年、DG、UCCG-1899）※ライヴ録音
- 『リスト：超絶技巧練習曲集』（2023年、Steinway & Sons、NYCX-10407）※ライヴ録音
- 『ショパン：練習曲集』（2024年、DECCA、UCCD-45027）
- 『ラフマニノフ：ピアノ協奏曲第3番』（2025年、DECCA、UCCD-45034）※ライヴ録音